# 奇彭纳姆战役
奇彭纳姆战役是公元878年1月古思伦率领的維京人军队与阿尔弗雷德大帝率领的盎格魯-撒克遜人军队之间的一场战役。维京人迫使阿尔弗雷德大帝從奇彭纳姆撤軍，并暂时控制了威塞克斯王國大部分地区。